# شهرستان لو گرانیت
شهرستان لو گرانیت (به انگلیسی: Le Granit Regional County Municipality) یک منطقهٔ مسکونی در کانادا است که در استری، کبک واقع شده‌است. شهرستان لو گرانیت ۲٬۸۳۱٫۸۰ کیلومتر مربع مساحت و ۲۲٬۲۵۹ نفر جمعیت دارد.